# Салова, Неонила Михайловна
Неони́ла Миха́йловна Са́лова (1860, село Новые Чешуйки, Мглинский уезд, Черниговская губерния — 1941, Чита) — русская революционерка, народница, член партий «Народная воля» и социалистов-революционеров

## Биография
Родилась в октябре 1860 года в деревне Новые Чешуйки Старо-Чешуйковской казачьей волости Мглинского уезда Черниговской губернии, в дворянской семье. В 1877 году окончила Черниговскую женскую гимназию и поступила на фельдшерские курсы в Санкт-Петербурге.
Ещё в гимназии познакомилась с революционной литературой. Лично знала многих выдающихся деятелей «Народной воли»: членов Исполнительного комитета С. Л. Перовскую, М. Н. Ошанину, В. Н. Фигнер, А. А. Квятковского, Г. П. Исаева и одного из лидеров Рабочей организации «Народной воли» И. П. Каковского. Вела пропаганду среди рабочих, но вынуждена была прекратить её по конспиративным соображениям. Летом 1880 года вступила в партию «Народной воли». Входила в Студенческую организацию, вела пропаганду среди учащейся молодёжи.
В 1881 году окончила фельдшерские курсы. В 1882 году уехала в Харьков, затем в Одессу Была одним из лидеров одесской организации «Народной воли» В конце октября 1882 года по поручению В. Н. Фигнер отправилась в Швейцарию и передала Л. А. Тихомирову предложение Н. К. Михайловского вступить в переговоры со «Священной дружиной» с целью добиться конституции, политической свободы и освобождения политических заключённых.
Участвовала в Парижском съезде «Народной воли» в конце января — начале февраля 1884 года, была избрана в Распорядительную комиссию. В марте 1884 года вместе с другими членами комиссии — Г. А. Лопатиным и В. И. Сухомлиным — вернулась в Россию, участвовала в переговорах с «Молодой партией „Народной воли“». По словам В. И. Сухомлина, её выступления отличались дружеским, доверительным характером и способствовали преодолению раскола.
Арестована 6 октября 1884 года. Полтора года провела в Петропавловской крепости, затем была переведена в Дом предварительного заключения. В июне 1887 года судилась по Процессу двадцати одного и была приговорена к смертной казни. При утверждении приговора казнь была заменена двадцатилетней каторгой. Каторгу отбывала на Каре. В 1892 году была переведена в вольную команду, в 1898 году вышла на поселение и уехала в Читу.
Революцию 1905 года встретила в Чите. В 1906—1907 годах была членом местного комитета партии эсеров. Революцию 1917 года и Гражданскую войну пережила на Дальнем Востоке. Затем жила в Полтаве (Украина).
Подвергалась репрессиям советского правительства. В 1935 году была арестована НКВД.
Умерла в 1941 году в Чите.

## Муж
- Яцевич, Николай Васильевич (1861—1910 или 1912) — русский революционер, политический каторжанин.